# Thomas Hodgkin
Thomas Hodgkin (* 17. August 1798 in Pentonville; † 4. April oder 5. April 1866 in Jaffa, Osmanisches Reich) war ein britischer Arzt und Pathologischer Anatom. Er beschrieb 1832 die als Hodgkin-Lymphom nach ihm benannte Lymphogranulomatose.

## Leben

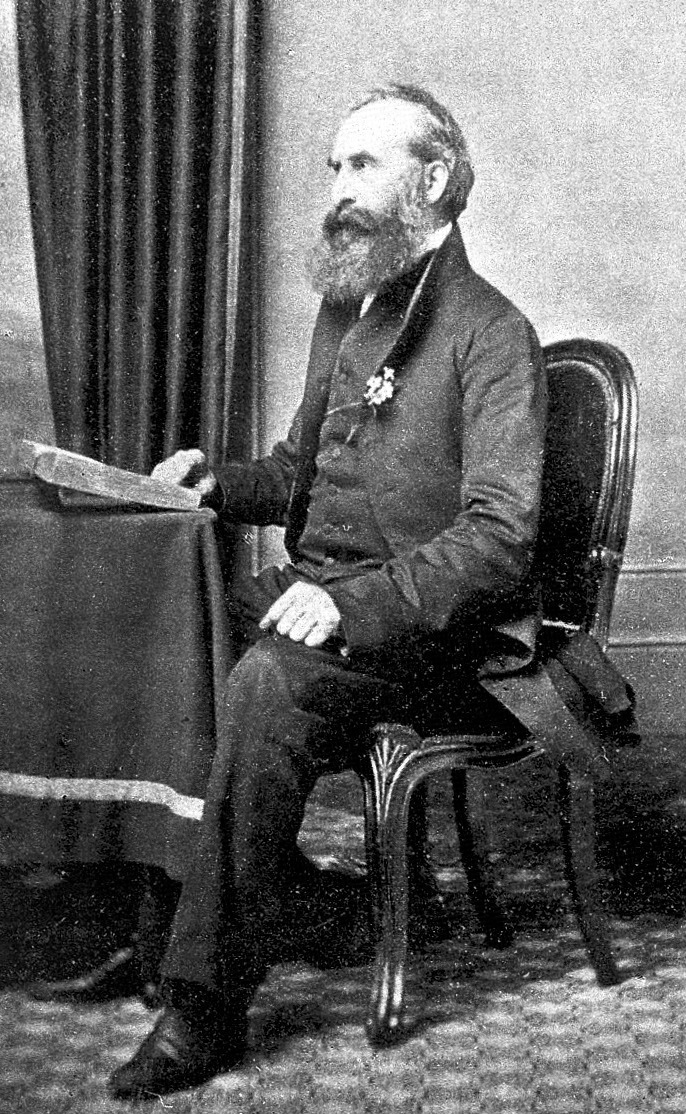
Thomas Hodgkin

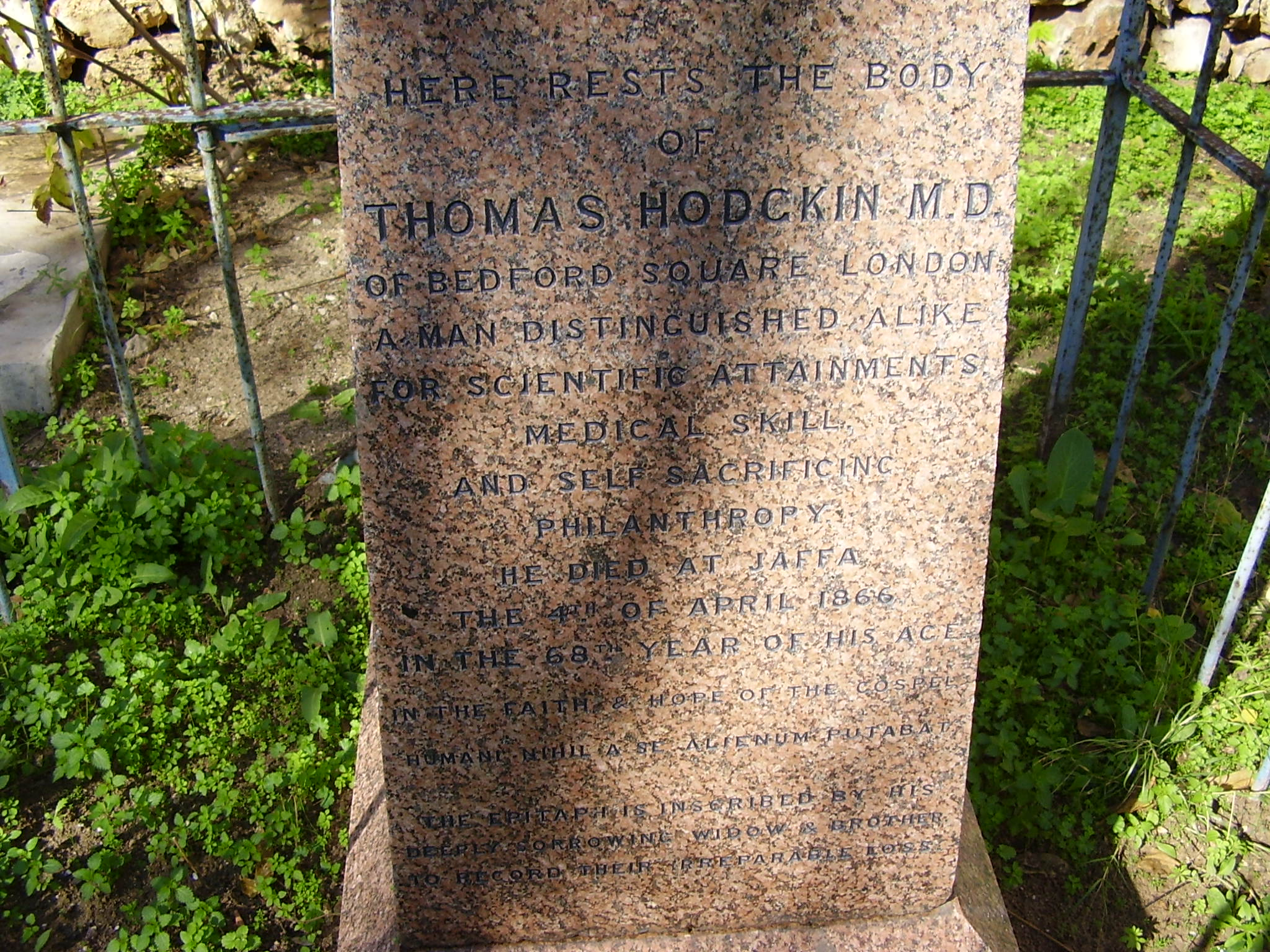
Hodgkins Grabmal in Jaffa

Thomas Hodgkin begann nach einer von 1817 bis 1819 ausgeübten Tätigkeit als Apothekergehilfe in Brighton seine medizinische Ausbildung an der zum Guy’s Hospital und St Thomas’ Hospital  gehörenden Medical School in London. Als Quäker konnte Hodgkin nicht im anglikanischen England studieren. Deshalb studierte er von 1820 bis 1823 Medizin an der University of Edinburgh. Zur klinischen Ausbildung war er für ein Jahr (1821–1822) zu René Laënnec am Hôpital Necker in Paris gegangen. Schon in seiner Doktorarbeit von 1823 befasste sich Hodgkin mit Lymphknoten. Er trat, nachdem er von 1823 bis 1825 Frankreich und Italien bereist hatte, 1825 eine Stelle am Guy’s Hospital an und hielt Vorlesungen in „morbider Anatomie“ (Pathologische Anatomie). Mit Thomas Addison und Richard Bright bildete er das Dreigestirn der Klinik. Bei seiner tiefen Religiosität fühlte er sich nicht nur dem Arztberuf, sondern auch sozialen und pädagogischen Reformen verpflichtet. Er war eine bedeutende Persönlichkeit seiner Zeit vor dem Hintergrund der sozialen und medizinischen Veränderungen im England des 19. Jahrhunderts.
Im Januar 1832 veröffentlichte er in der Royal Society einen Artikel mit dem Titel On the Morbid Appearances of the Absorbent Glands and Spleen. Darin beschreibt er verschiedene Fälle einer Krankheit des lymphatischen Systems. Seither trägt diese Erkrankung Hodgkins Namen (Hodgkin-Lymphom).
1837 war Hodgkin Mitgründer der Aborigines’ Protection Society, die sich dem Schutz der Rechte indigener Völker im Britischen Weltreich widmete.
Hodgkin starb an Dysenterie, als er seinen Gönner Moses Montefiore auf einer Reise in das Heilige Land begleitete. Nach der (wohl hintersinnigen) Inschrift seines Grabmals war ihm nichts Menschliches fremd:
Humani nihil a se alienum putabit („Nichts Menschliches wird er sich fremd nennen“)
Am Wohnhaus, Bedford Square 35 in London, befindet sich eine blaue Gedenkplakette, die an ihn erinnert.

## Schriften (Auswahl)
- On the Uses of the Spleen.: The Edinburgh medical and surgical Journal / Edinburgh medical Journal, Jahrgang 1822, S. 83–91 (online bei ANNO).
- Lectures on the morbid anatomy of the serous and mucous membranes. A. Waldie, Philadelphia 1838.[4]
- On the anatomical characters of some adventitious structures, being an attempt to point out the relation between the microscopic characters and those which are discernible by the naked eye. In: Royal Medical and Chirurgical Society of London (Hrsg.): Medico-chirurgical Transactions. Band XXXI. Longman, London 1843.[5]